# Городское поселение посёлок Эльдикан
Городско́е поселе́ние посёлок Эльдикан — муниципальное образование в Усть-Майском улусе Якутии Российской Федерации.
Административный центр — пгт Эльдикан.

## История
Статус и границы городского поселения установлены Законом Республики Саха (Якутия) от 30 ноября 2004 года N 173-З N 353-III «Об установлении границ и о наделении статусом городского и сельского поселений муниципальных образований Республики Саха (Якутия)».

## Население
| 2011  | 2012  | 2013  | 2014  | 2015  | 2016  | 2017  |
| ----- | ----- | ----- | ----- | ----- | ----- | ----- |
| 1505  | ↘1410 | ↘1328 | ↘1276 | ↘1223 | ↘1164 | ↘1114 |
| 2018  | 2019  | 2020  | 2021  | 2023  |       |       |
| ↘1074 | ↘1068 | ↘1044 | ↗1080 | ↘1035 |       |       |

## Состав городского поселения
| № | Населённый пункт | Тип населённого пункта      | Население |
| - | ---------------- | --------------------------- | --------- |
| 1 | 8-й км           | село                        | →0        |
| 2 | Эльдикан         | пгт, административный центр | ↘1035     |